# أليكس غارسيا (لاعب كرة قدم مواليد 1984)
أليخاندرو غارسيا بينيا (بالإسبانية: Álex García Peña)‏ (24 سبتمبر 1984 ببلباو في إسبانيا - ) هو لاعب كرة قدم إسباني في مركز الوسط. لعب مع أتلتيك بيلباو ب وأتلتيك بيلباو وراسينغ سانتاندير وريال خاين ونادي إيبار ونادي بادالونا ونادي سيستاو ريفر ونادي غوادالاخارا ونادي فياريال ب ونادي ميرانديس وDeportivo Rayo Cantabria ‏ ورايو كانتابريا ‏.

## وصلات خارجية
- اليخاندرو غارسيا على موقع قاعدة بيانات كرة القدم.إي يو (الإنجليزية)
- اليخاندرو غارسيا على موقع Soccerway.com (الإنجليزية)
- اليخاندرو غارسيا على موقع AS.com (الإسبانية)